# 烷化劑
烷化劑（Alkylating agents，或烷基化劑）是一種有機化合物，能使烷基轉移到其他分子上，此過程稱為烷基化。
烷化劑具有生物活性，因此可用來當作化學武器，如芥子氣。一般也應用於煉油、塑膠或製藥工業上。

## 外部連結
- Macrogalleria page on polycarbonate production （页面存档备份，存于）
- 醫學主題詞表（MeSH）：Alkylating+agents